# Ivan Kobal (publicist)
Ivan Kobal, slovenski pisatelj in publicist živeč v Avstraliji, * 26. marec 1928, Planina pri Ajdovščini, † 3. november 2005, Sydney, Avstralija
Kobal je pred drugo svetovno vojno obiskoval jezuitsko gimnazijo v Piacenzi, se vrnil domov, 1947 ponovno odšel v Italijo in se leta 1950 odselil v Avstralijo, kjer je sprva opravljal fizična dela, od leta 1954 do 1958 je bil pomočnik geologa, nato mizar, nazadnje pa je delal kot gradbeni delovodja. V osemdesetih letih je ustanovil Zvezo slovenske akcije in se zavzemal za samostojno Slovenijo. Podpiral je slovenski lektorat na univerzi Marcquaire v Sydneyju. V Avstraliji je izdal dve knjigi: Men who Built the Snowy (1982, ponatis 1984) v slovenskem prevodu Možje s Snowyja (COBISS) in The Snowy: cradle of a New Australia (1999) (COBISS)